# La Cosa (videogioco)
(Tagline)
La Cosa (The Thing, e noto in Giappone come Yuusei Kara no Buutai X: Episode II) è un videogioco sparatutto in terza persona a tema survival horror e fantascientifico, sviluppato dalla Computer Artworks e distribuito nel 2002 dalla Vivendi Games per PlayStation 2, Xbox e Windows. Erano previste anche delle versioni per Game Boy Color e Game Boy Advance ma furono cancellate. Una versione rimasterizzata è uscita su Nintendo Switch, PlayStation 4, PlayStation 5,
Xbox One e Xbox Series X/S a Dicembre 2024.
Il gioco è ispirato all'omonimo film di John Carpenter, e ne funge da sequel. È stato approvato da Carpenter, definendo il seguito ufficiale del suo film. Ha ricevuto recensioni generalmente positive da parte della critica, e ha ottenuto buone vendite.

## Trama
Il gioco inizia alla base Outpost 31 in Antartide, alcuni giorni dopo gli eventi del film. Un team di forze speciali statunitensi sono arrivati a indagare sia nel campo degli Stati Uniti sia in quello norvegese. Il giocatore controlla il capitano JF Blake, un membro del Team Beta, che sta studiando il campo degli Stati Uniti, mentre la squadra Alpha indaga nel campo norvegese. 
Il team Beta scopre ben presto un piccolo veicolo spaziale non identificato e un registratore vocale con un messaggio registrato da RJ MacReady (superstite nel film insieme a Childs), che descrive come nessuno si fida più di nessuno da quando una strana creatura li ha attaccati. Perplessi, trovano di seguito delle informazioni in dettaglio su come la base è stata infiltrata da una forma di vita extraterrestre che è in grado di imitare l'aspetto fisico e le caratteristiche di ogni organismo vivente. Durante la ricerca, trovano anche il corpo di Childs (uno dei due soli sopravvissuti alla fine del film); il compagno superstite, MacReady, è invece scomparso misteriosamente.
Blake viene poi trasportato in elicottero al campo norvegese per individuare e rafforzare la squadra Alpha, con i quali hanno perso contatto. Lì incontra due sopravvissuti del team, Carter e Cruz, i quali vengono attaccati da anomale forme di vita aliene, le cosiddette "cose", indicando che la creatura descritta nel messaggio di MacReady è ancora viva. Il trio incontra di seguito Pierce, leader del Team Alpha, che terrorizzato sottolinea che uno di loro potrebbe essere stato infettato dalla Cosa, perciò Blake effettua un esame del sangue su se stesso e gli altri sopravvissuti. Pierce e Blake risultano essere umani, ma Cruz e Carter invece si rivelano infetti, così i due sono costretti ad ucciderli. Il duo di sopravvissuti prosegue per salvare gli altri membri, ma a causa di una bufera, si separano. Nel tentativo di ritrovare Pierce, il protagonista incontra un altro membro del Team Alpha insieme ad un medico. Insieme a loro trova la Sala Radio, dove però la radio è stata rubata da un sopravvissuto del team originale di ricerca norvegese, che essendo infetto fugge e si rinchiude in un osservatorio.
Blake, mentre insegue il ladro della radio, uccide i suoi due compagni rivelatisi infetti, e ritrova Pierce nell'osservatorio, che gli rileva di essere stato anch'egli infettato. Piuttosto che permettersi di trasformarsi nella cosa, Pierce si suicida sparandosi alla testa. Blake non riesce a recuperare la radio, in quanto il ladro infetto, trasformatosi in una gigantesca creatura, probabilmente l'ha distrutta. Col proseguire dell'avventura, Blake scoprirà la sede di una società segreta di biotecnologie, la Gen-Inc., intenta a impossessarsi dell'organismo alieno. Tra i suoi componenti vi è il dottor Faraday, che viene salvato da Blake nella struttura di ricerca e si unisce a lui per fermare la creatura aliena. Improvvisamente compare il superiore diretto di Blake, il colonnello Whitley (con cui ha perso contatto poco dopo l'inizio del gioco), che colpisce Blake con un sedativo e uccide Faraday con un colpo di pistola, non prima di avergli rivelato di voler utilizzare la Cosa per creare un'arma biologica e di essere stato contagiato anch'esso, ma dimostrando di riuscire a controllarla.
Blake si risveglia nella struttura di ricerca ormai abbandonata, scoprendo poi che la cosa ha contagiato tutti presso la struttura, e scoprendo a sua volta il piano di Whitley. Scopre anche che Whitley si è impiantato un ceppo del virus della creatura nel tentativo di curare un suo cancro in fase terminale, lasciando intuire che in verità pure lui ne è rimasto infettato. Con un nuovo gruppo di sopravvissuti, Blake prosegue per la sua strada attraverso il centro di ricerca, combattendo numerose parti della Cosa e militari, entrambi sotto il comando di Whitley.
Sopravvivendo alla dura battaglia contro le truppe del colonnello, si scoprirà che il suo piano consiste nel distribuire l'arma biologica della Cosa in tutto il mondo con una flotta di aerei, contagiando gli abitanti della Terra. Blake, intento a sventare questo piano, riesce fortunatamente a distruggere gli aerei prima del decollo. Ora gli resta solo di uccidere il colonnello Whitley, in quanto è rimasto l'unico essere vivente contagiato. Durante l'inseguimento dei due soldati in mezzo alla bufera di neve, presso il sito della navicella spaziale della Cosa, Whitley si trasforma in un'enorme e mostruosa creatura. Tuttavia, arriva sul posto un elicottero, il cui pilota aiuta Blake ad affrontare la Cosa-Whitley.
Uccidendo definitivamente la creatura aliena, il gioco termina con il pilota che si rivela essere RJ MacReady.

## Modalità di gioco
Una delle caratteristiche principali del gioco è l'inclusione di personaggi non giocanti divisi in tre classi (medico, ingegnere e soldato) a cui è possibile ordinare determinate azioni in base al gruppo cui appartengono, come la guarigione di altri compagni di squadra o il fissaggio delle apparecchiature.
Il personaggio possiede due indicatori, ovvero la "paura" provata dai compagni e un "sistema di fiducia".
 Nel sistema di fiducia, Blake deve appunto guadagnare la fiducia dei suoi compagni di squadra, altrimenti si rifiuteranno di eseguire i suoi ordini. Anche i compagni devono però avere fiducia in Blake, ed è utile per scoprire se uno di essi è stato infettato.
 Nel sistema della paura, l'indicatore reagisce spesso a seconda dell'ambiente in cui si trova, ad esempio, se una zona è coperta di sangue o dispone di un sacco di macerie, la barra aumenta. Se il livello di paura continua ad aumentare, i compagni possono attaccare Blake, suicidarsi o morire dallo spavento.
Quando il giocatore è all'esterno della struttura, quindi in mezzo alla neve, è presente anche un indicatore di temperatura che indica quanto Blake può rimanere all'aperto. Se la barra arriva a zero, Blake inizierà a perdere vita e può morire per assideramento.
Il sistema di infezione è una delle meccaniche principali del gioco, che vede la luce nell'utilizzo dei test per il siero del sangue da poter effettuare sul proprio personaggio o sugli altri. Questa meccanica è stata fortemente criticata e gli sviluppatori hanno chiesto pubblicamente scusa poiché troppo lineare e guidata dal gioco, siccome, superato un certo punto, un compagno si sarebbe potuto rivelare la creatura semplicemente tramite uno script, nonostante si fosse constatata la sua umanità pochi istanti prima con il test sanguigno.
Le armi principali sono tazer, pistola, mitragliatrice, fucile di precisione, lanciafiamme, fucili a pompa, fiamma ossidrica e lanciagranate, insieme anche a degli strumenti secondari come estintore, vari tipi di granate, razzi segnalatori, medicinali, siringhe, chiavi, torce, schede d'accesso e documenti.

## Colonna sonora
La canzone dei titoli è After Me, eseguita dai Saliva è contenuta nel loro secondo album Every Six Seconds.

## Doppiaggio
- Riccardo Rovatti - Capitano Blake
- Riccardo Lombardo - Carter, North, R.J. MacReady
- Luca Sandri - Cruz, Pace, Fisk, Soldati nemici
- Marco Balzarotti - Williams, Temple, Ryan
- Giorgio Melazzi - Dottor Faraday, Burrows, Cohen
- Luca Bottale - Price, Powell, Stolls
- Claudio Moneta - Falchek, Reed
- Massimo Bitossi - Weldon, Pierce, Colonnello Whitley
- Ciro Imparato - Collins, Dixon, Peltola, Soldati nemici
- Elda Olivieri - Voce Computer

## Accoglienza
La Cosa ha ricevuto un'accoglienza generalmente favorevole dalla critica. Sul sito Metacritic ricevuto un punteggio del 80% per la versione PS2, 78% per il Windows e 77% per Xbox. GameSpot diede alla versione per PC un punteggio di 7.7 su 10, mentre le versioni Xbox e PS2 un di 8.4. IGN diede, alla versione per PC, un punteggio di 8.5 su 10, e GameSpy invece 4 stelle su 5. Il numero 116 della rivista Edge ha assegnato a La Cosa un punteggio di 7 su 10, elogiando la tensione ben gestita, l'atmosfera, e gli effetti impressionanti delle armi (come il lanciafiamme), ma criticandone la linearità.
Durante il Game Developers Conference si è guadagnato il premio di Game Innovation Spotlight.
Il gioco ha anche goduto di un buon successo commerciale, vendendo oltre un milione di copie in tutto il mondo.
La rivista Play Generation lo classificò come il miglior titolo sci-fi più terrorizzante tra quelli disponibili su PlayStation 2.

## Riferimenti al film
Ci sono diversi riferimenti al film nel gioco:
- I nastri vocali fatti da MacReady nel film.

- L'UFO in miniatura costruito nel film dal biologo Blair.

- Il processo di caricamento del gioco è identico al processo di assimilazione visto nel monitor di Blair nel film.

- Il cadavere di Colin all'interno del campo norvegese.

- Il blocco di ghiaccio da cui è fuggita la Cosa.

- L'UFO della Cosa.

- Il regista del film, John Carpenter, presta la voce e il volto a Faraday.

- Uno dei militari erroneamente indica i membri norvegesi come svedesi, per poi essere corretto; tale errore lo fa anche MacReady nel film.

- Prima di fare l'esame del sangue, Blake dice "Lascia che ti mostri quello che io so già", frase detta anche da MacReady nel film

## Il sequel annullato
Dopo il successo del primo titolo venne progettato un sequel, intitolato La Cosa 2 (The Thing 2), di cui vennero pubblicate alcune immagini e brevi video di prova. Il videogioco tuttavia non fu completato poiché  lo studio di produzione, Computer Artworks, entrò in amministrazione controllata nell'ottobre 2003.